# Késői virágzás
A Késői virágzás (eredeti cím: Sharp Stick) 2022-ben bemutatott amerikai erotikus filmvígjáték, amelynek forgatókönyvírója, rendezője, producere és egyik főszereplője Lena Dunham. További fontosabb szerepekben Kristine Froseth, Jon Bernthal, Luka Sabbat, Scott Speedman, Ebon Moss-Bachrach, Taylour Paige és Jennifer Jason Leigh látható.
Világpremierje 2022. január 22-én volt a Sundance Filmfesztiválon. Az Amerikai Egyesült Államokban 2022. július 29-én mutatták be az Utopia forgalmazásában. Általánosságban pozitív visszajelzéseket kapott a kritikusoktól.

## Cselekmény
Los Angelesben a naiv 26 éves Sarah Jo bébiszitterként dolgozik Josh és annak terhes felesége, Heather mellett. A házaspárnak már van egy Down-szindrómás fia, Zach. Sarah Jo egyedülálló édesanyjával, Marilynnel és örökbe fogadott testvérével, Treinával él. Marilyn, akinek több férje és számos egyéjszakás kalandja is volt már, kissé pesszimista a szerelem terén. A szerelemről és a férfiak vonzerejéről folytatott beszélgetés során Marilyn azt tanácsolja lányainak, ezt kérdezzék meg egy általuk csodált férfitól: „Szépnek találsz engem?”
A következő napon, amikor egyedül vannak a család mosóhelyiségében, Sarah Jo megkérdezi Joshtól, szépnek találja-e. A férfi zavarba jön, a lány felemeli ruháját, felfedve a nemi szerve feletti heget: 15 éves korában sürgősségi méheltávolításon esett át, ami miatt 17 éves korára már menopauzába került. Sarah Jo elmondja Joshnak, hogy még szűz. A férfi nem szeretné, ha a lány vele élné át az első alkalmat. Sarah Jo kínos monológja után Josh megkérdezi tőle, megcsókolhatja-e. A csókolózás után Josh elkezdi orálisan izgatni a lányt, és végül elveszi szüzességét. A férfi hamar elélvez, és zavarba jön. Sarah Jo megnyugtatja őt, ekkor Josh finoman megujjazza.
Másnap Sarah Jo visszatér a munkába, és a tetőtéren meglepi Josht. A férfi közli vele, nem lehetnek újra együtt, de a lány izgatóan felemeli a ruháját, így újra szeretkeznek. Josh elviszi Sarah Jo-t egy hétvégi kirándulásra vidékre, ahol egy faházban szállnak meg, miközben hazudnak a tartózkodási helyükről: Josh azt állítja, egy barátjával van találkozója, míg Sarah Jo családi vészhelyzettel magyarázza távollétét. Az utazás során Sarah Jo és Josh hallucinogén gombákat fogyasztanak és marihuánát szívnak. Az időt közösüléssel és pornónézéssel töltik. Josh egy nyakláncot ad Sarah Jo-nak ajándékba. Hazatérve Sarah Jo továbbra is pornófilmeket néz. A lányt elbűvöli egy Vance Leroy nevű pornósztár, aki gyakran dicséri és bátorítja a filmben szereplő partnereit.
Amikor Sarah Jo visszatér a munkába, Heathernek elfolyik a magzatvize és megkezdődik a szülés. Sarah Jo segít a nőnek, de az észreveszi annak nyakláncát. Amikor Josh megérkezik, Heather azt követeli, mentővel vigyék kórházba. Josh rájön, hogy a viszonyukra fény derült, összeomlik, és azt állítja, Sarah Jo semmit sem jelent neki. Mint kiderül, Josh már többször is megcsalta, egyszer még egy alkalmi partnerével együtt az országból is megpróbált elmenekülni. Josh dühösen elküldi Sarah Jót.
Az összetört szívű Sarah Jo levelet ír Vance-nek, amelyben megemlíti, mindkettőjüknek vannak sebhelyei, és szerinte korlátozott szexuális képességei miatt képtelen arra, hogy szeressék. Alfabetikus listát készít azokról a szexuális tevékenységekről, amelyeket ki szeretne próbálni és amelyeket el akar kerülni. A lista teljesítése érdekében egy sor alkalmi szexuális kalandba keveredik, és Vance-nek írásban számol be ezekről. Az egyik alkalmi partnere, Arvin pornóipari asszisztensként dolgozik, és megígéri, eljuttatja a levelét Vance-nek.
Amikor Josh és Heather a gyerekeikkel kirándulni mennek, Sarah Jo meglepi őket: elmeséli Joshnak, milyen szexuális praktikákat próbált ki az utóbbi időben, majd faképnél hagyja őket. Később Vance egy videóval válaszol a levelére, amiben arra ösztönzi, ne próbáljon mindenkinek tetszeni, hanem inkább a saját örömére koncentráljon. Sarah Jo elvállalja egy cerebrális parézissel élő kislány felügyeletét. Egy este meghívja Arvint, hogy töltsék együtt az időt, majd szeretkezni kezdenek.

## Szereplők
| Szerep      | Színész              | Magyar hang        |
| ----------- | -------------------- | ------------------ |
| Sarah Jo    | Kristine Froseth     | Pekár Adrienn      |
| Josh        | Jon Bernthal         | Varga Gábor        |
| Arvin       | Luka Sabbat          | Szalay Csongor     |
| Vance Leroy | Scott Speedman       | Dolmány Attila     |
| Heather     | Lena Dunham          | Kokas Piroska      |
| Yuli        | Ebon Moss-Bachrach   | Makranczi Zalán    |
| Treina      | Taylour Paige        | Bogdányi Titanilla |
| Marilyn     | Jennifer Jason Leigh | Hámori Eszter      |
| Mercedes    | Janicza Bravo        |                    |
| Tali        | Tommy Dorfman        |                    |

## A film készítése

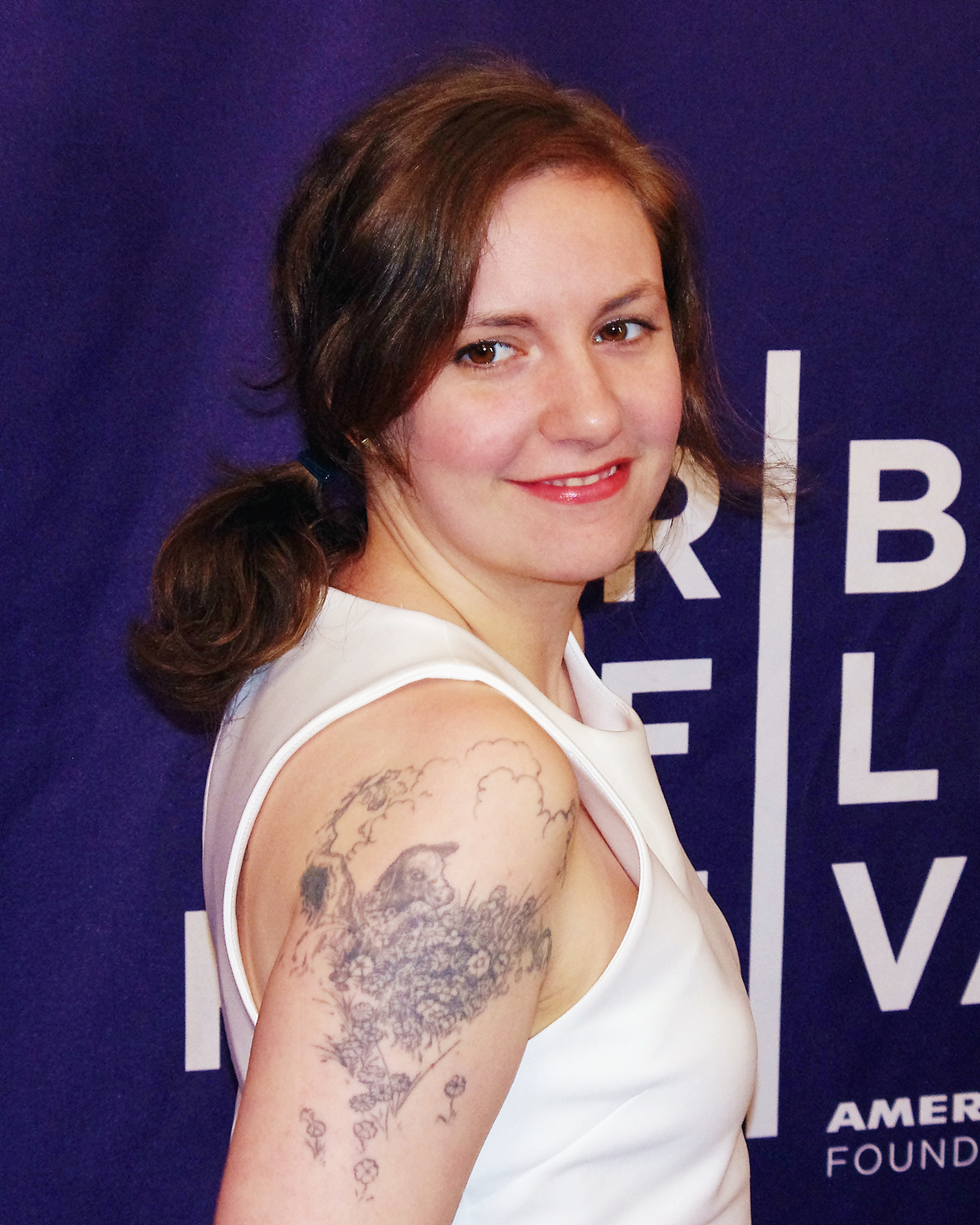
A Késői virágzás volt Lena Dunham második nagyjátékfilmje

2020 áprilisában Lena Dunham a COVID-19 világjárvány közepette Londonból Los Angelesbe (Silver Lake) költözött. Az időt azzal töltötte, hogy 1970-es évekbeli filmeket nézett: A nap szépe, Egy hatás alatt álló nő, Emlékezz a nevemre és az Asszony férj nélkül. A filmek és egy méheltávolítás megélése motiválta Dunhamet, hogy megírja, megrendezze és főszerepet játsszon a Késői virágzás című filmben. 
A forgatókönyv kézhezvétele után Jon Bernthal és Jennifer Jason Leigh azonnal vállalták a főszerepet. Taylour Paige azonban kezdetben habozott, csatlakozzon-e a stábhoz: „Őszintén szólva azt mondtam: »Nem gondolod, hogy ezt a karaktert fehér embernek írták?” Dunham meggyőzte Paige-t a főszereplésről mondván, a szerepet kifejezetten neki írta.

## Bemutató
2022. január 22-én mutatták be a Sundance Filmfesztiválon. Egy interjúban Dunham így nyilatkozott: „Sokkal nagyobb tragédiák is vannak annál, hogy nem láthatom a filmem premierjét, de nagyon izgatott voltam, mert a stáb tagjai együtt nézhették meg. Kis költségvetésből csináltuk, és mindenki beleadott mindent. Ez olyan volt, mintha visszatértem volna a kezdetekhez. De tervezünk egy Zoom-partit. Azt hiszem, az emberek Zoom-on nézték az esküvőmet, és most is Zoom-on fogják nézni a premieremet.” 2022 februárjában az Utopia megszerezte a film amerikai forgalmazási jogait.
A film 2022. július 29-én debütált a New York-i és Los Angeles-i mozikban, majd augusztus 5-én országos bemutatót kapott. Ezután 2022. augusztus 16-án digitális platformokon is megjelent.

## Fordítás
- Ez a szócikk részben vagy egészben  a   Sharp Stick című angol Wikipédia-szócikk ezen változatának fordításán alapul.  Az eredeti cikk szerkesztőit annak laptörténete sorolja fel. Ez a jelzés csupán a megfogalmazás eredetét és a szerzői jogokat jelzi, nem szolgál a cikkben szereplő információk forrásmegjelöléseként.